# قسم نورأباد الريفي (مقاطعة دلفان)
قسم نورأباد الريفي (بالفارسية: دهستان نورآباد) منطقة ريفية في الناحية المركزية لمقاطعة دلفان التابعة لمحافظة لرستان في إيران. في تعداد عام 2006م، كان عدد السكان 9,921 نسمة في 2,078 عائلة. يتبع قسم نورأباد الريفي 43 قرية.